# Kukrit Pramoj
Kukrit Pramoj (taj. คึกฤทธิ์ ปราโมช, ur. 20 kwietnia 1911 w Phitsanulok, zm. 9 października 1995 w Bangkoku) – tajski polityk i pisarz, premier Tajlandii (1975–1976).
Był synem księcia, wnukiem króla Ramy II, miał tytuł Mom Rajawong. Studiował nauki polityczne, filozofię i ekonomię w Tajlandii i Anglii, ukończył studia na Uniwersytecie Oksfordzkim. Po powrocie do Tajlandii w 1933 pracował w ministerstwie finansów i w banku centralnym, a poza tym pisał opowiadania i poematy. W 1945 założył Partię Postępu, którą rok później wchłonęła Partia Demokratyczna. Podczas rządów junty wojskowej 1947–1973 zajmował się ochroną i promocją tajskiej kultury, w 1950 założył gazetę „Siam Rath” opozycyjną wobec rządzącego reżimu wojskowego. Po obaleniu reżimu przez powstanie studenckie powrócił do polityki, zajmując w latach 1975-76 stanowisko przewodniczącego Zgromadzenia Narodowego, pomagając stworzyć nową konstytucję, a w 1975 objął urząd premiera. Ustanowił stosunki dyplomatyczne Tajlandii z Chinami. W 1976 jego rząd upadł po wysunięciu niepopularnej propozycji podniesienia cen ryżu.
Wystąpił z Marlonem Brando w filmie Spokojny Amerykanin. W Polsce wydano w 1988 roku jego powieść historyczną o XIX i XX wieku Syjamka (Si Phaedin, 1981) w tłumaczeniu z angielskiego.  